# 河野有理
河野 有理（こうの ゆうり、1979年 - ）は、日本の政治史家。法政大学法学部政治学科教授。専門は日本政治思想史。

## 経歴
1979年生まれ。名前は「造反有理」に由来する。1998年、筑波大学附属高等学校卒業。2003年、東京大学法学部卒業。2006年、日本思想史学会奨励賞。2008年、東京大学大学院法学政治学研究科博士後期課程修了、「『明六雑誌』の政治思想 阪谷素と「租税公共の政」」で博士（法学）の学位を取得。
2008年、首都大学東京法学系准教授。2016年、首都大学東京法学系教授。2020年、東京都立大学法学部教授。2021年より法政大学法学部政治学科教授。

## 論文
- 河野有理

## 著書

### 単著
- 『明六雑誌の政治思想 阪谷素と「道理」の挑戦』（東京大学出版会、2011年）
- 『田口卯吉の夢』（慶應義塾大学出版会、2013年）
- 『偽史の政治学 新日本政治思想史』（白水社、2017年）

### 共著
- 『スナック研究序説　日本の夜の公共圏』（谷口功一・スナック研究会編、白水社、2017年）

### 編著
- 『近代日本政治思想史 荻生徂徠から網野善彦まで』（ナカニシヤ出版、2014年）

## 出演
- ビデオニュース・ドットコム（2024年9月21日）
- デモクラシータイムス（YouTube、2022年7月24日）
- 河野有理×宇野重規：保守主義・デモクラシー・近代日本【論壇チャンネルことのは】
- 河野有理×中真生：いま、「父性」を問い直す【論壇チャンネルことのは】
- 河野有理×大井赤亥：大井赤亥と日本政治の現在地【論壇チャンネルことのは】
- 呉座勇一×河野有理：暗殺・陰謀論・歴史【論壇チャンネルことのは】